# Überzahn

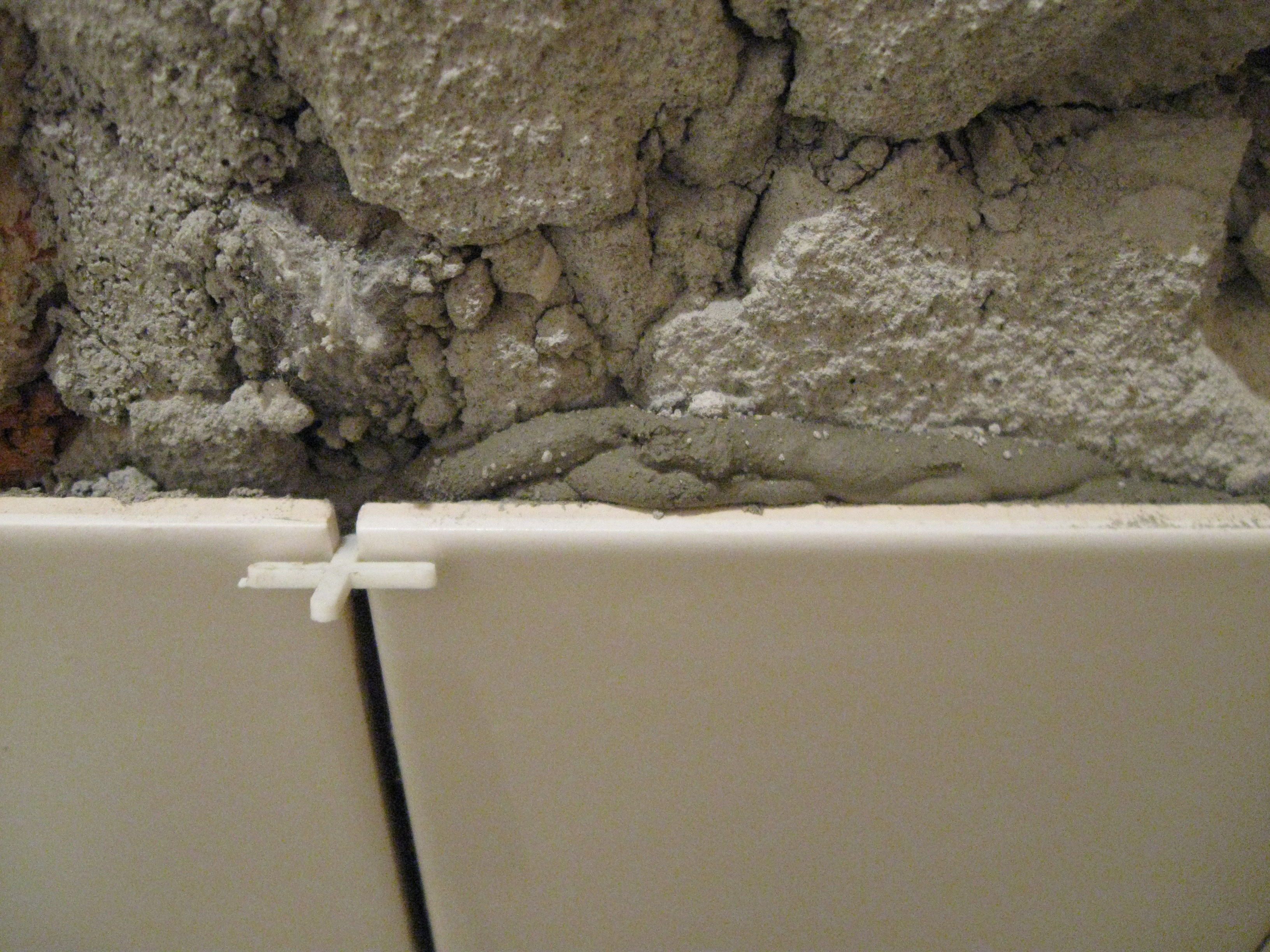
Mit dem hier horizontal eingesteckten und auf beiden Fliesen aufliegenden Fugenkreuz lässt sich der Überzahn an dieser Stelle zwischen den beiden Fliesen vermeiden

Als Überzahn wird das normalerweise ungewollte Nicht-Fluchten der Oberflächen zweier nebeneinander gelegter plattenförmiger Körper bezeichnet. Beispiele sind die nebeneinander verlegten Fliesen und Parkett- oder andere Holzteile im Tischlergewerbe. Im Maschinen- und Fahrzeugbau können nichtfluchtende Schiebe- oder Fahrbahnen einen Überzahn aufweisen, wenn sie aus einzelnen Bahnteilen zusammengesetzt sind.